# Union Bridge (Maryland)
Union Bridge es un pueblo ubicado en el condado de Carroll en el estado estadounidense de Maryland. En el año 2010 tenía una población de 975 habitantes y una densidad poblacional de 443,18 personas por km².

## Geografía
Union Bridge se encuentra ubicado en las coordenadas 
39°34′7″N 77°10′39″O / 39.56861, -77.17750.

## Demografía
Según la Oficina del Censo en 2000 los ingresos medios por hogar en la localidad eran de $42.794 y los ingresos medios por familia eran $41.719. Los hombres tenían unos ingresos medios de $44.479 frente a los $35.455 para las mujeres. La renta per cápita para la localidad era de $23.000. Alrededor del 13,6% de la población estaba por debajo del umbral de pobreza.